# 新潟市立中野山小学校
新潟市立中野山小学校（にいがたしりつ なかのやましょうがっこう）は、新潟県新潟市東区中野山にある公立小学校。

## 概要
2021年現在 創立148年目

## 位置
新潟県新潟市東区中野山1丁目1番地1号

## 沿革
- 1873年（明治6年）- 石山新田照大寺に仮設，開益舎と称す
- 1877年（明治10年）- 中野山第80番地に校舎新築、はじめて中野山校と称す
- 1884年（明治17年）- 下馬新田地内に移転
- 1893年（明治26年) - 学制改正により村立尋常小学校と改称
- 1900年（明治33年）- 中野山新田に新築開校
- 1903年（明治36年）- 尋常高等科を併置して村立石山尋常高等小学校と改称
- 1908年（明治41年）- 小学校令の改正により石山村石山尋常小学校と改称
- 1922年（大正11年）- 石山村第二尋常小学校と改称
- 1927年（昭和2年）- 第三尋常小学校に高等小学校の課程併置
- 1940年（昭和15年）- 校歌制定
- 1942年（昭和17年）- 新潟市合併により新潟市立中野山国民学校と改称
- 1947年（昭和22年）- 新潟市立中野山小学校と改称、中野山中学校併設
- 1968年（昭和43年）- 新校舎一期工事（第二棟）完了
- 1970年（昭和45年）- 新校舎増築8教室工事完了・新グラウンド完成・プール完成・新体育館新築工事完了
- 1972年（昭和47年）- 新校舎新築工事（第1棟）完了、中野山小学校新校旗樹立
- 1976年（昭和51年）- 新潟市立東中野山小学校分離
- 1979年（昭和54年）- 新潟市立南中野山小学校分離
- 1981年（昭和56年）- 新プール完成
- 1982年（昭和57年）- 新潟市立江南小学校分離
- 2006年（平成18年）-前期・後期の二学期制実施
- 2010年（平成22年）- 耐震補強工事（校舎二棟，体育館）
- 2011年（平成23年）- 耐震補強工事（校舎一棟），体育館屋根改修工事
- 2014年（平成26年）- 校舎外壁改修工事

## 教育目標
「共に高まる子」

## 校歌
- 作詞：手塚義明（1881年 - 1965年)
- 作曲：信時 潔（1887年 - 1965年）

## 学校行事
1月 冬季休業(上旬)
3月  春季休業 六送会 卒業式 終業式
4月 入学式
5月 運動会(体育祭)
6月 遠足 6年修学旅行
7月 夏季休業(下旬頃)
8月 夏季休業
9月 5年生自然教室(林間学校)
10月 後期開始　前期終業式　後期始業式　作品展
11月 中野山フェスティバル(文化祭)
12月 冬季休業(下旬)

## 通学区域
- 石山の一部、石山団地、卸新町3丁目、下場、下場新町、下場本町、紫竹卸新町の一部、新石山1 - 5丁目、中島1丁目、中野山1 - 5丁目、中野山8丁目、東中島1丁目の一部[1]

## 進学先中学校
- 石山中学校[1]

## 校区内の主な施設
- 新潟市立第二中野山保育園
- 新潟中野山郵便局
- 新潟中島郵便局
- シルバーピア石山
- 東新潟駅
- 越後石山駅